# Tieschen
Tieschen osztrák mezőváros Stájerország Délkelet-stájerországi járásában. 2017 januárjában 1266 lakosa volt. 

## Elhelyezkedése

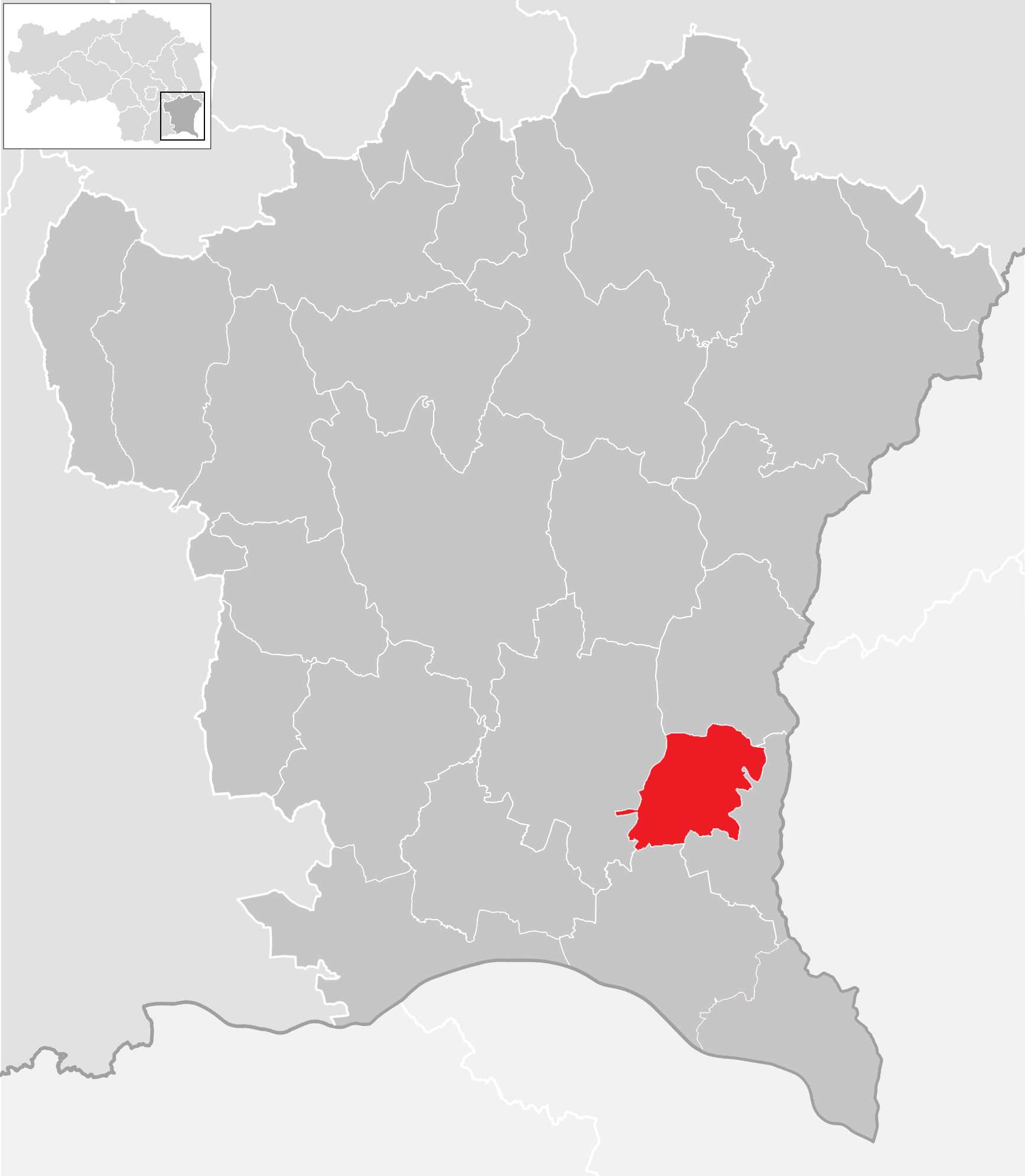
Tieschen a Délkelet-stájerországi járásban

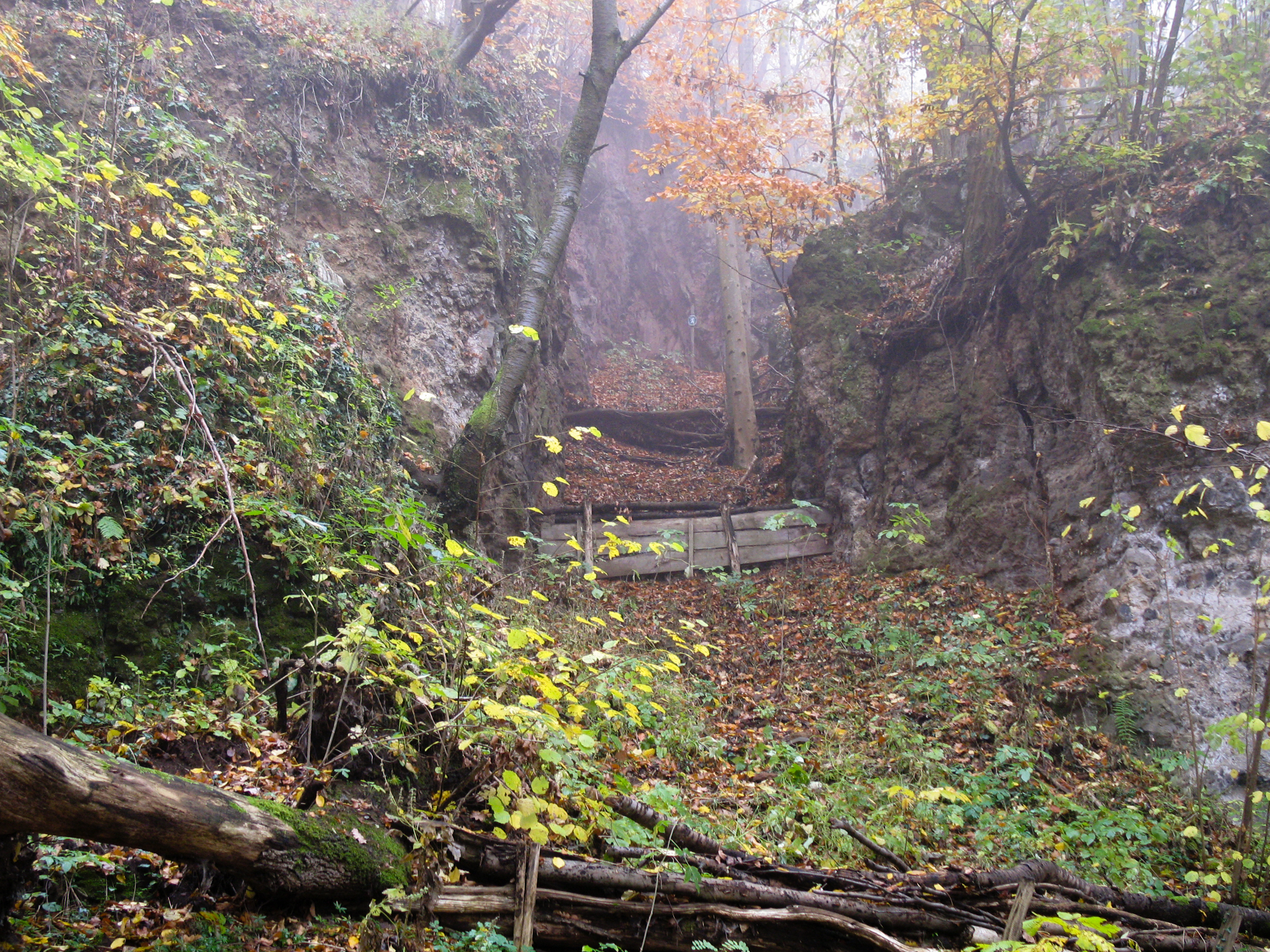
A tiescheni bazalthasadék

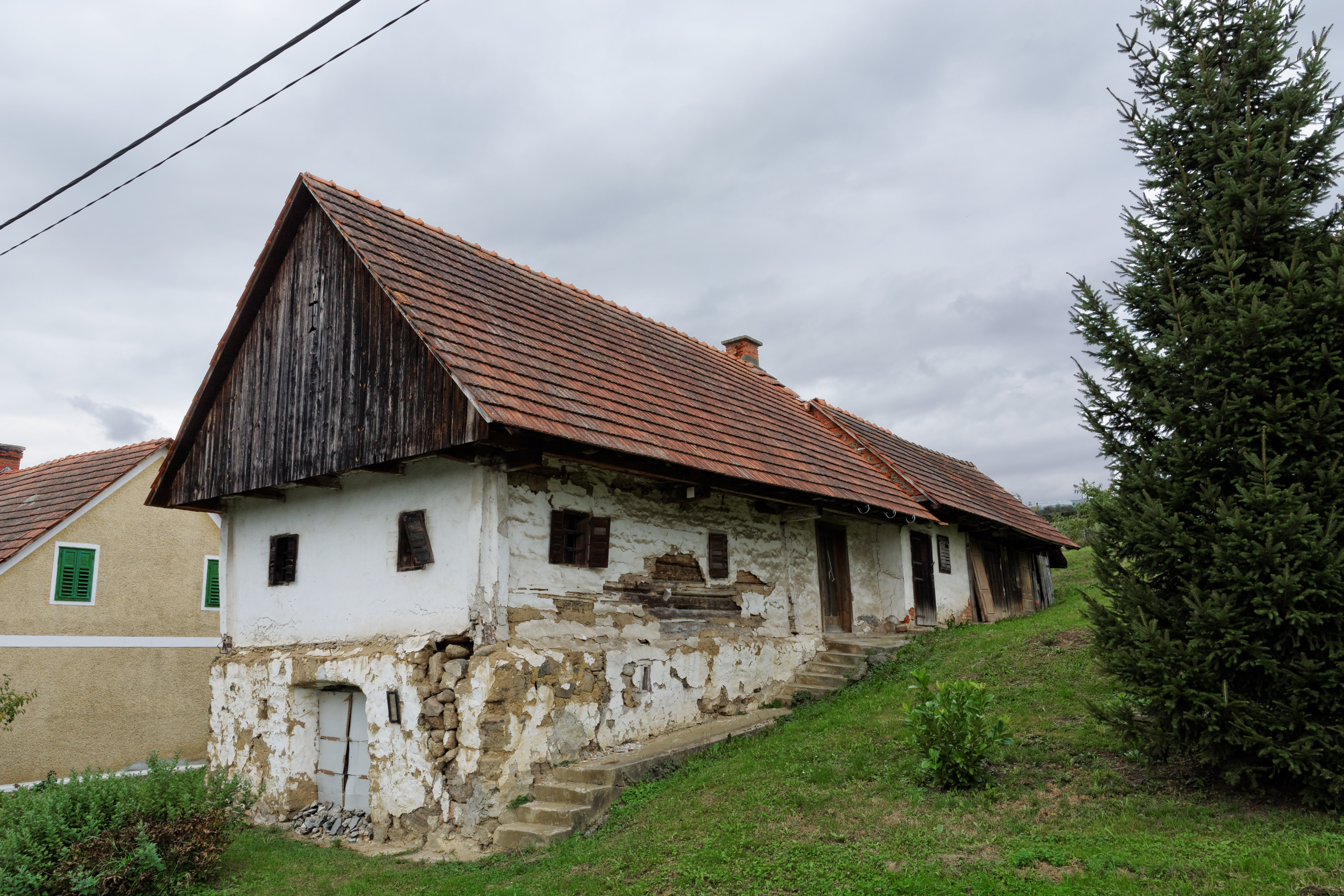
A műemléki védettségű "Hafnerkeusche"

Tieschen a Kelet-Stájerország régióban, a Kelet-stájer dombságon fekszik. Legmagasabb pontja a 462 méteres Königsberg. Az önkormányzat 6 települést egyesít (valamennyit a saját katasztrális községében): Größing (149 lakos), Jörgen (167), Laasen (196), Patzen (187), Pichla bei Radkersburg (261), Tieschen (327).
A környező önkormányzatok: északra Sankt Anna am Aigen, keletre Klöch, délre Halbenrain, nyugatra Straden.

## Története
A Tieschen melletti Königsbergen az i.e 4. évezredi újkőkori Lasinja-kultúra települését, azon belül cserépedényeket és csiszolt kőszerszámokat ástak ki a régészek. Szintén a Königsbergen a bronzkori urnamezős kultúra legnagyobb stájerországi falvát találták meg, amelyet fallal volt megerődítve. A település legutolsó korszaka már a vaskori Hallstatt-kultúrához (i.e. 750-450) köthető; ezután elhagyták, csak szórványos kelta eredetű tárgyak (pénzérmék, cserépedények) találhatók a hegyen.  
A Königsberghez több legenda is kapcsolódik; ez egyik szerint az ördög várost akart építeni a hegyen, ezért egy hatalmas szekérnyi követ húzott fel a csúcsra. Épp mielőtt felért volna, a szekér felborult, a kövek legurultak a lejtőn, ahol a kőomlást ma is az ördög köveinek nevezik. Egy másik monda szerint valahol a Königsbergen egy szűk hasadékban található egy aranybot, amit ha kihúznak, az egész völgy víz alá kerül.
A romanizált lakosság a népvándorlás során elmenekült, helyüket 600 körül szlávok vették át. Sok helynév, köztük maga Tieschen is ("nyugodt, csendes hely") szláv eredetű. Größinget 1265-ben, Tieschent 1406-ban említik először az oklevelek; utóbbit a seckaui apátság tizedkönyve. Ekkor 17 telekből állt, de a házak száma 1445-ben 10-re esett vissza. A falu egészen 1848-ig a fehringi uradalomhoz tartozott, csak néhány szőlő esett Halbenrain felügyelete alá.  
A középkorban és a kora újkorban többször esett vonuló hadseregek útjába. 1254-59-ben és 1418-ban magyarok, 1441-ben a rablólovag Wolfsauk fosztották ki a falut. 1479/90 között Mátyás magyar király, 1515-ben és 1573-ban lázadó parasztok, 1529-ben és 1584-ben törökök dúlták fel a települést. 1605-ben a Bocskai-felkelés hajdúi, 1655-ben ismét a törökök, 1704-11-ben a Rákóczi-felkelés kurucai támadtak a határmenti Tieschent. Utolsó alkalommal egyetlen ház maradt épen. 
1951-ben a szomszédos Größing, Jörgen, Laasen, Patzen és Pichla bei Radkersburg községeket egyesítették Tieschen önkormányzatával. 1962-ben a település címert kapott a stájerországi kormányzattól.  

## Lakosság
A tiescheni önkormányzat területén 2017 januárjában 1266 fő élt. A lakosságszám 1923 óta (akkor 1656 fő) többé-kevésbé folyamatosan csökken. 2015-ben a helybeliek 96,6%-a volt osztrák állampolgár; a külföldiek közül 0,9% a régi (2004 előtti), 1,1% az új EU-tagállamokból érkezett. 2001-ben a lakosok 98%-a római katolikusnak, 0,7% evangélikusnak, 0,9% pedig felekezet nélkülinek vallotta magát. 

## Látnivalók
- a Szentháromság-plébániatemplom
- a königsbergi erődített ókori település maradványai
- a tiescheni bazalthasadék

## Fordítás
- Ez a szócikk részben vagy egészben  a   Tieschen című német Wikipédia-szócikk ezen változatának fordításán alapul.  Az eredeti cikk szerkesztőit annak laptörténete sorolja fel. Ez a jelzés csupán a megfogalmazás eredetét és a szerzői jogokat jelzi, nem szolgál a cikkben szereplő információk forrásmegjelöléseként.